# جيسي بيترز
جيسي بيترز (بالإنجليزية: Jesse Peters)‏ هو محامي وسياسي أمريكي، ولد في 21 يوليو 1897، وتوفي في 7 مارس 1962. حزبياً، نشط في الحزب الجمهوري. وقد انتخب عضو مجلس ولاية ويسكونسن.